# Sveriges ambassad i Minsk
Sveriges ambassad i Minsk är Sveriges diplomatiska beskickning i Belarus som är belägen i landets huvudstad Minsk. Beskickningen består av en ambassad, ett antal svenskar utsända av Utrikesdepartementet (UD) och lokalanställda. Chargé d'affaires a.i. sedan 2024 är Hannes Tordengren.

## Historia
Sedan 2000 har ett svenskt honorärkonsulat funnits i Minsk. Den 11 november 2003 öppnades ett sektionskontor under den svenska ambassaden i Moskva. Sektionskontoret leddes av ambassadrådet Jan Sadek. Syftet med detta kontor var att bland annat bättre kunna följa situationen i landet samt att öka kontakterna och samarbetet med det vitryska samhället. Detta sektionskontor omvandlades till ambassad och öppnades den 23 september 2008 när ambassadör Stefan Eriksson överlämnade sina kreditivbrev till den vitryske presidenten Aleksandr Lukasjenko.
Från den 30 augusti 2012 till hösten 2013 var ambassaden i Minsk stängd och inga svenska diplomater fanns på plats. Detta sedan de svenska bilaterala relationerna med Belarus försämrades i augusti 2012, då Sveriges ambassadör inte fick sin ackreditering förlängd och tvingades lämna landet efter anklagelser om att han skulle ha haft alltför täta kontakter med oppositionen. Den 9 april 2013 meddelade belarusiska myndigheter att man gav sitt samtycke till en svensk begäran om ackreditering av en svensk diplomat med ställning som chargé d’affaires, det vill säga tillfällig myndighetschef, på den svenska ambassaden i Minsk. Den 2 juli 2013 var ambassaden återigen bemannad genom ministerrådet Martin Åberg som tillfällig myndighetschef med titeln chargé d’affaires ad interim. Ambassaden öppnades igen under hösten 2013.
Den 30 april 2015 blev den tillfälliga myndighetschefen Martin Åberg uppgraderad till ambassadör.

## Verksamhet
Ambassaden representerar Sverige och svenska intressen i Belarus och bedriver en bred verksamhet med avseende på främjande av politiska, ekonomiska och kulturella kontakter mellan Sverige och Belarus samt svenskt utvecklingssamarbete med Belarus. Huvuduppgiften är att följa den politiska utvecklingen och öka kontakterna med det belarusiska samhället. En annan stor uppgift är att följa och stödja insatser inom utvecklingssamarbetet med Belarus. Sedan 2021, då det belarusiska utrikesministeriet meddelade Sida  att verksamheten i landet måste upphöra, bedriver inte ambassaden något utvecklingssamarbete.

## Beskickningschefer
| Namn                  | Period    | Funktion               | Ackreditering                              |
| --------------------- | --------- | ---------------------- | ------------------------------------------ |
| Örjan Berner          | 1992–1994 | Ambassadör             | Sidoackrediterad från ambassaden i Moskva. |
| Sven Hirdman          | 1994–2004 | Ambassadör             | Sidoackrediterad från ambassaden i Moskva. |
| ?                     | 2004–2008 | Ambassadör             |                                            |
| Stefan Eriksson       | 2008–2013 | Ambassadör             |                                            |
| Martin Åberg          | 2013–2015 | Chargé d’affaires a.i. |                                            |
| Martin Åberg          | 2015–2017 | Ambassadör             |                                            |
| Christina Johannesson | 2017–2022 | Ambassadör             |                                            |
| Eva Sundquist         | 2022-2023 | Chargé d'affaires      |                                            |
| Hannes Tordengren     | 2024-     | Chargé d'affaires a.i. |                                            |